# Carduus nyassanus
Carduus nyassanus là một loài thực vật có hoa trong họ Cúc. Loài này được (S.Moore) R.E.Fr. mô tả khoa học đầu tiên năm 1925.